# The Room
 Ikke at forveksle med Room.
The Room er en amerikansk film fra 2003, der af mange anses som værende blandt verdens dårligste film. Filmen er skrevet og instrueret af Tommy Wiseau, der tillige spiller filmens mandlige hovedrolle. Wiseau præsenteres endvidere i filmen som filmens producer og filmens executive producer. Wiseau finansierede selv filmen, der  kostede 6 millioner dollars at producere og markedsføre. 
Filmen blev oprindeligt lanceret som et "melodrama", men filmens ukonventionelle fortælleteknik og skuespillerpræstationer gav hurtigt filmen kultstatus ved en række midnatsforestillinger i Los Angeles og New York, og filmen vises fortsat ved midnatsforestillinger i USA, Australien og Europa, herunder i Danmark. Filmen blev også vist ved Roskilde Festival 2011. Under forestillingerne møder flere biografgæster op udklædt som filmens karakterer medbringende diverse rekvisitter, såsom amerikanske fodbolde og roser, der tilsyneladende uden logisk grund indgår i filmens handling. Tommy Wisseau oplyser nu, at filmen er en "sort komedie", ligesom han i interviews fremhæver filmens mange kvaliteter. Tommy Wiseau dukker ofte op til filmforevisningerne, hvor han besvarer spørgsmål fra publikum og sælger merchandise.
Filmens status som kultfilm har medført, at der på internettet og i populærkulten i dag forekommer en række referencer til filmens scener og til tider surrealistiske dialog.

## Handling
The Room er et trekantsdrama mellem Johnny (Tommy Wiseau), og Johnnys forlovede Lisa (Juliette Danielle) og Johnnys bedste ven Mark (Greg Sestero).
Johnny har et godt job i en bank. I filmens begyndelse bliver Lisa af uforklarlige årsager utilfreds med Johnny. Hun betror sig til sin veninde Michelle og til sin mor, Claudette, som hun fortæller, at hun finder Johnny kedelig. Lisa forfører Mark, og de to indleder en affære, der fortsætter filmen igennem på trods af, at Mark flere gange forsøger at gøre en ende på affæren. Lisa beslutter imidlertid på et tidspunkt, at hun vil "have det hele", og hun beslutter derfor at blive hos Johnny, da han har lovet at købet hende et hus. Brylluppet nærmer sig, og Johnny får ikke den ventede forfremmelse i banken, hvorfor Lisa overfor vennerne veksler imellem at rose Johnny og rakke ham ned. Hun fremsætter også falske beskyldninger om, at Johnny har slået hende. 
Filmen har flere sidehistorier, der involverer filmens bipersoner. Disse sidehistorier udgør en væsentlig del af filmens indhold. Den unge studerende nabo Denny (Phillip Haldiman), hvis uddannelse Johnny betaler, og som Johnny betragter som sin søn, har en mystisk kontrovers med en narkohandler og er tiltrukket af Lisa. Lisas mor, Claudette, har også en række problemer med fast ejendom og fejlslagne forhold, ligesom Claudette får konstateret brystkræft. Michelle og kæresten Mike (Mike Holmens) bliver overrasket af Lisa og Claudette, mens de har sex i Johnny og Lisas lejlighed. Psykologen Peter er chokeret over Lisas utroskab, men diagnosticerer dagen efter Lisa som sociopat, hvilket får Mark til at forsøge at skubbe Peter ned fra et tag. Johnny arbejder med en mystisk klient i banken, hvis identitet han ikke vil afsløre. Alle disse sidehistorier berøres kun kort i filmen, og ingen af sidehistorierne finder en forløsning. 
Lisa arrangerer et surpriseparty til Johnnys fødselsdag. Under festen opfordrer Lisa gæsterne til at gå udenfor og trække lidt frisk luft, hvorefter hun atter forfører Mark da gæsterne er uden for. Mark og Lisa bliver dog overrasket af Steven (en af Lisa og Johnnys venner, der ikke tidligere er introduceret i filmen). Johnny fortæller gæsterne, at Lisa er gravid, men Lisa fortæller Steven og Michelle, at hun har løjet om sin graviditet. Senere på aftenen afslører Lisa sin affære for Johnny, og Johnny og Mark kommer op at skændes. Efter festen lukker Johnny sig ind i badeværelset, og beder Lisa om at forlade ham til fordel for Mark. Johnny kommer til sidst ud af badeværelset og tager et kassettebånd, som han har brugt til at optage Lisas telefonsamtaler med, og han hører et intimt opkald mellem Lisa og Mark. Johnny råber, at vennerne har forrådt ham, og han ødelægger sin lejlighed og skyder sig i munden med en pistol. Denny, Mark og Lisa finder liget noget senere. Mark og Denny beskylder Lisa for Johnnys død, og Mark fortæller, at han ikke elsker Lisa. Denny beder om at blive ladt alene samme med Johnnys lig, men Lisa og Mark beslutter sig for at blive og trøste hinanden, mens lyden af sirenerne bliver højere og højere.

## Medvirkende
Langt de fleste af filmens medvirkende havde ingen eller kun yderst begrænset erfaring som filmskuespillere inden indspilningen af filmen. Den kvindelige hovedrolle som Lisa blev givet til den da 18-årige Juliette Danielle, der ingen filmerfaring havde inden indspilningerne startede. Juliette Danielle fik rollen, da den skuespiller, der oprindeligt var tiltænkt rollen forlod indspilningerne. Rollen som Mark blev spillet af Wiseaus mangeårige ven Greg Sestero, der påtog sig rollen med 72 timers varsel. Sestoro har i et interview oplyst, at han havde en række betænkeligheder ved manuskriptet, særlig vedrørende de noget udpenslede kærlighedsscener i filmen.
- Tommy Wiseau som Johnny
- Juliette Danielle som Lisa
- Greg Sestero som Mark
- Phillip Haldiman som Denny
- Carolyn Minnott som Claudette
- Robyn Paris som Michelle
- Mike Holmes som Mike
- Dan Janjigian som Chris-R
- Kyle Vogt som Peter
- Greg Ellery som Steven

## Fejl og mærkværdigheder i filmen
The Room har udviklet sig til en kultfilm som følge af en lang række ejendommeligheder i filmen. Disse ejendommeligheder består dels i egentlige tekniske fejl, men også logiske brister i filmens handling, uforløste sidehistorier og særpræget dialog.
Bortset fra de tvivlsomme skuespillerpræstationer er de mange uafsluttede sidehistorier bemærkelsesværdige. Som eksempler på sådanne uafsluttede sidehistorier kan fremhæves, at Lisas mor Claudette i scene pludselig oplyser, at hun netop har fået at vide, at hun med sikkerhed har fået konstateret brystkræft. Hverken mor eller datter reagerer på denne oplysning, der i øvrigt ikke nævnes i filmen siden. På tilsvarende vis har Denny på et tidspunkt i filmen en kontrovers om narkogæld med en narkohandler, der ender med at Denny bliver truet med en pistol. Narkohandleren bliver afvæbnet, men hvad opgøret handler om fortælles ikke, og filmen vender ikke senere tilbage til dette tema.
I tillæg til de uafsluttede sidehistorier udviser filmens karakterer ofte en usædvanlig adfærd uden at denne usædvanlige adfærd forsøges forklaret i eller begrundet i filmen. Hovedpersonen Johnny har eksempelvis en tendens til mærkværdig latter, også i sammenhænge, hvor latter ikke er en almindelig reaktion. Da Mark på et tidspunkt fortæller Johnny, at han har hørt om en pige, der er endt på hospitalet efter et overfald, slår Johnny uden grund en latter op og bemærker "What a story, Mark".  Filmens mandlige personer kaster i flere scener rundt med en amerikansk fodbold. Der gives ingen forklaring på dette, ligesom personerne står helt tæt på hinanden, mens de kaster rundt med bolden. På et tidspunkt ankommer de mandlige personer til Johnny og Lisas lejlighed iført smoking uden der gives en forklaring på dette. Efter det i en overdreven dramatisk scene konstateres, at Mark har barberet sit skæg, går de udenfor og begynder at kaste rundt med fodbolden, mens de fortsat er iført smoking. Det er på et tidspunkt nævnt, at Johnny og Lisa skal giftes om en måned, men hvorfor det får mændene til at tage festtøj på på det pågældende tidspunkt (og hvorfor de skal spille fodbold midt i det hele) er ikke ganske klart. På et tidspunkt prøver Mark at skubbe psykologen Peter ned fra et tag, men umiddelbart efter dette siger Mark undskyld uden at personerne i øvrigt synes synderligt påvirkede af situationen. På et tidspunkt kommer Johnny hjem med blomster til Lisa, der pludselig står med en vase i hånden, hvorefter hun spørger, om de skal bestille pizza, for straks efter at fortælle, at hun allerede har bestilt pizza.  I samme korte sekvens nævnes, at "Computerbranchen er for konkurrencepræget" uden at filmen forsøger at forklare, hvad meningen er med dette.
Wiseau har i filmen lagt stor vægt på at vise billeder fra San Francisco i form af panoramaer ud over byen, men byen indgår ikke i filmens handling, der i princippet kunne foregå hvor som helst. Der er i Johnny og Lisas lejlighed en række rammer med billeder af bestik.
Udover de logiske brister i filmens opbygning, er der en lang række tekniske fejl i filmen. På trods af, at meget af filmen er optaget indendørs under kontrollerede forhold, er store dele af filmen eftersynkroniseret. Eftersynkroniseringen er imidlertid udført på en måde, der gør, at stemme og billede sjældent passer sammen. En række scener skifter fra dag til nat og tilbage igen til nat, Lisa skifter frisure i en af filmens besynderlige kærlighedsscener, osv. I filmens anden store (langvarige!) kærlighedsscene mellem Johnny og Lisa er der helt åbenlyst genbrugt billeder fra den første kærlighedsscene. I en anden scene raserer Johnny lejligheden, og et billede falder ned og rammer kameraet.
De mange mærkværdigheder får under forestillingerne ofte højlydte kommentarer med på vejen fra publikum, der også kaster med fodbolde og skeer under filmen.
Tommy Wiseau har forklaret, at der ikke er tale om fejl, men at plottet er tilrettelagt på den valgte måde for at underholde publikum. Uanset om der er tale om fejl eller bevidste handlinger, har flere draget sammenligninger mellem Wiseau og den amerikanske instruktør Ed Wood, der i 1950'erne instruerede en række entusiastiske, men særdeles inkompetente film.